# Viale della Brėst
Il Viale della Brėst (in ucraino Проспект Берестейський ?, Prospekt Berestejs'kyj) è una delle principali arterie cittadine di Kiev in Ucraina, la seconda per lunghezza. Il nome di Viale della Vittoria le era stato dato nel 1985, con la Perestrojka voluta da Michail Gorbačëv, mentre il nome attuale è stato deciso nel febbraio del 2023.

## Storia

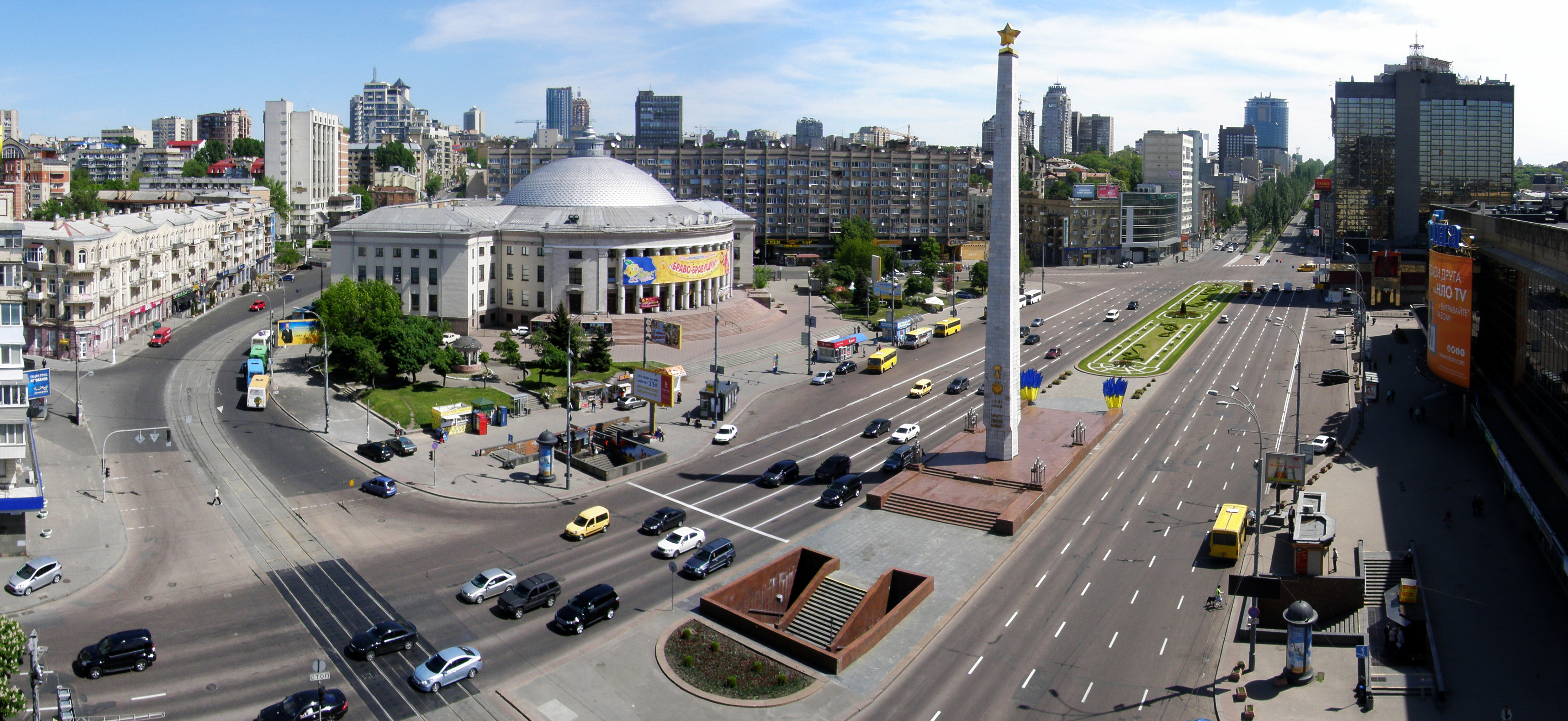
Piazza Halyc'ka

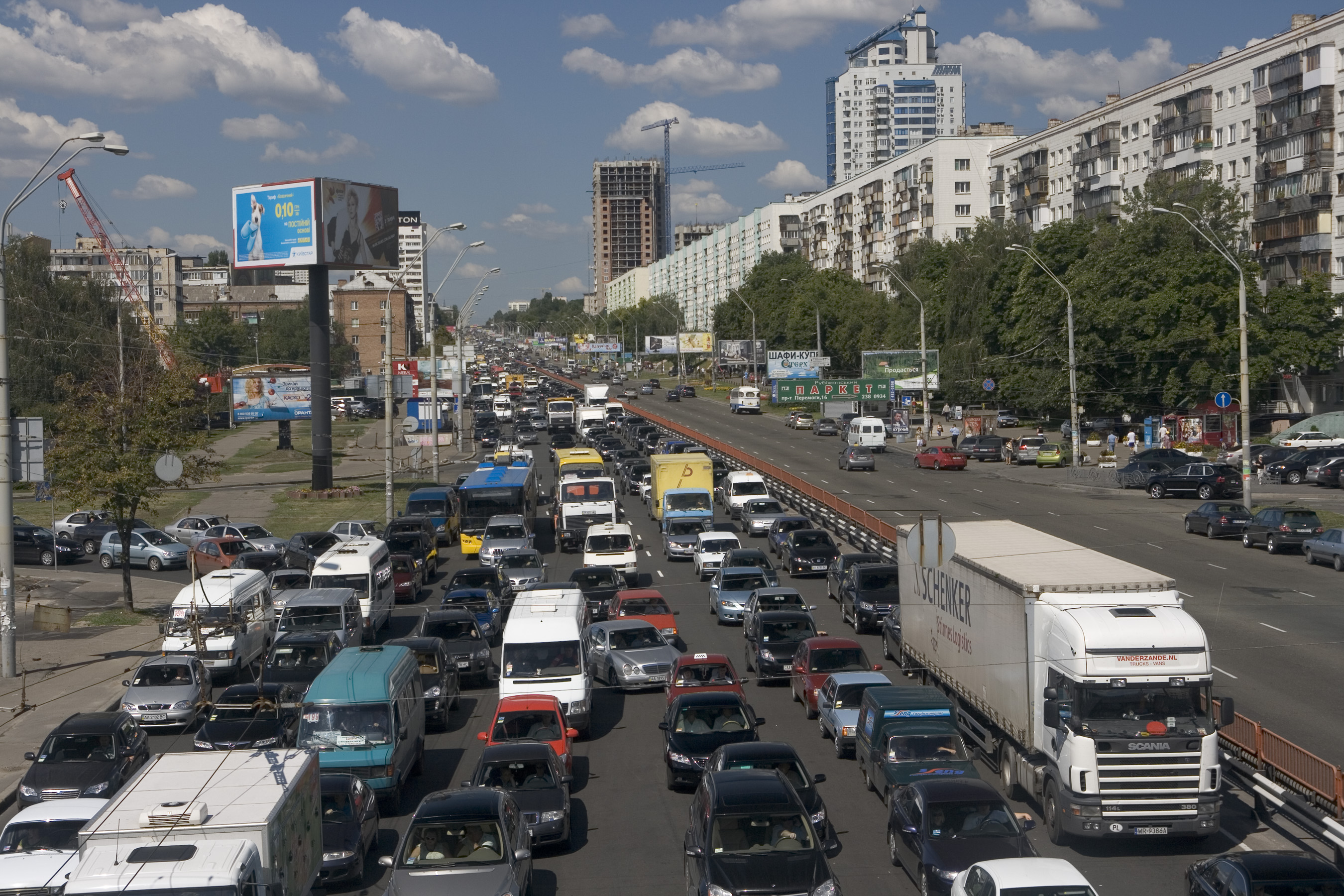
Il traffico sul viale

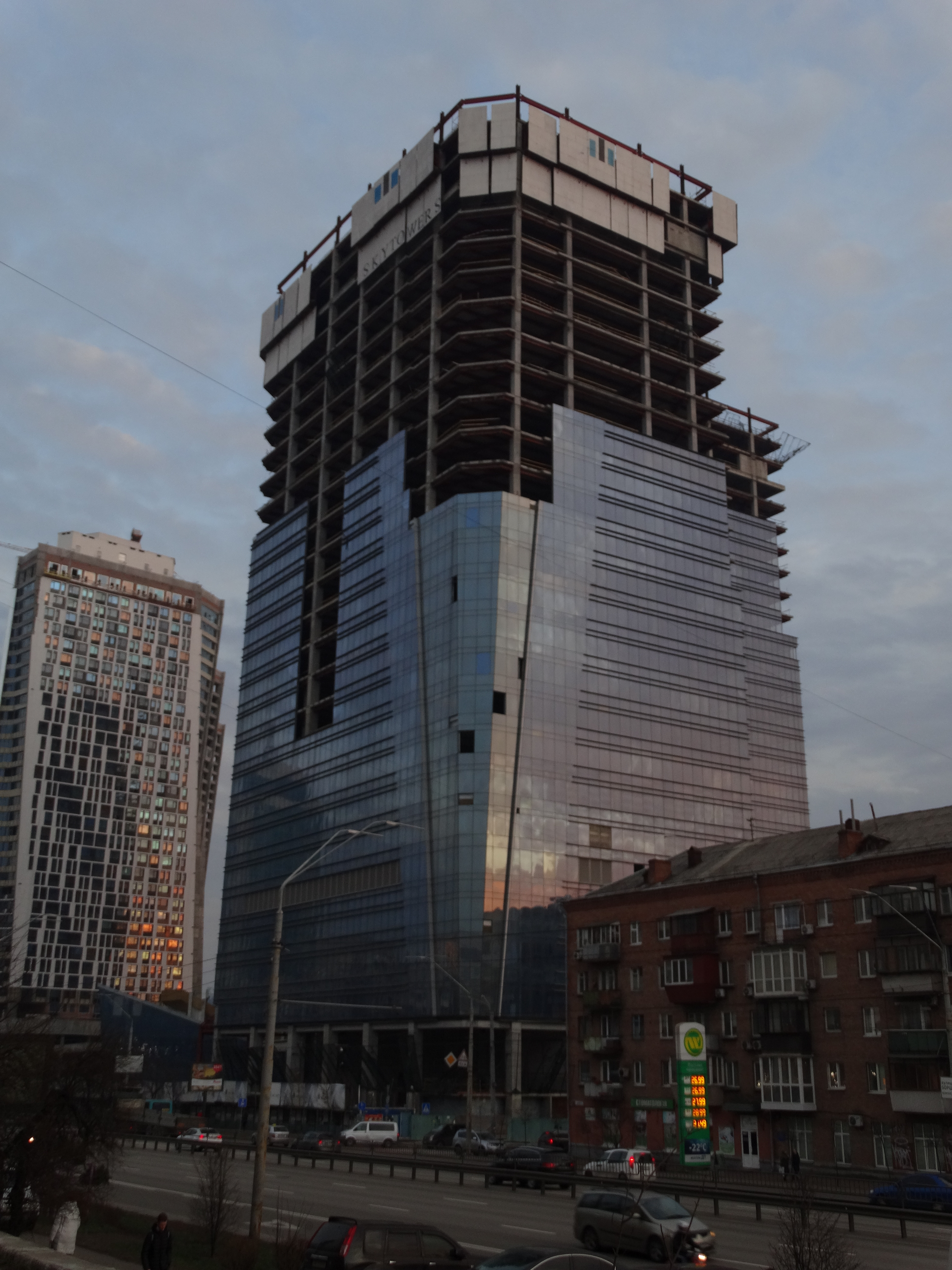
Sky Towers in costruzione

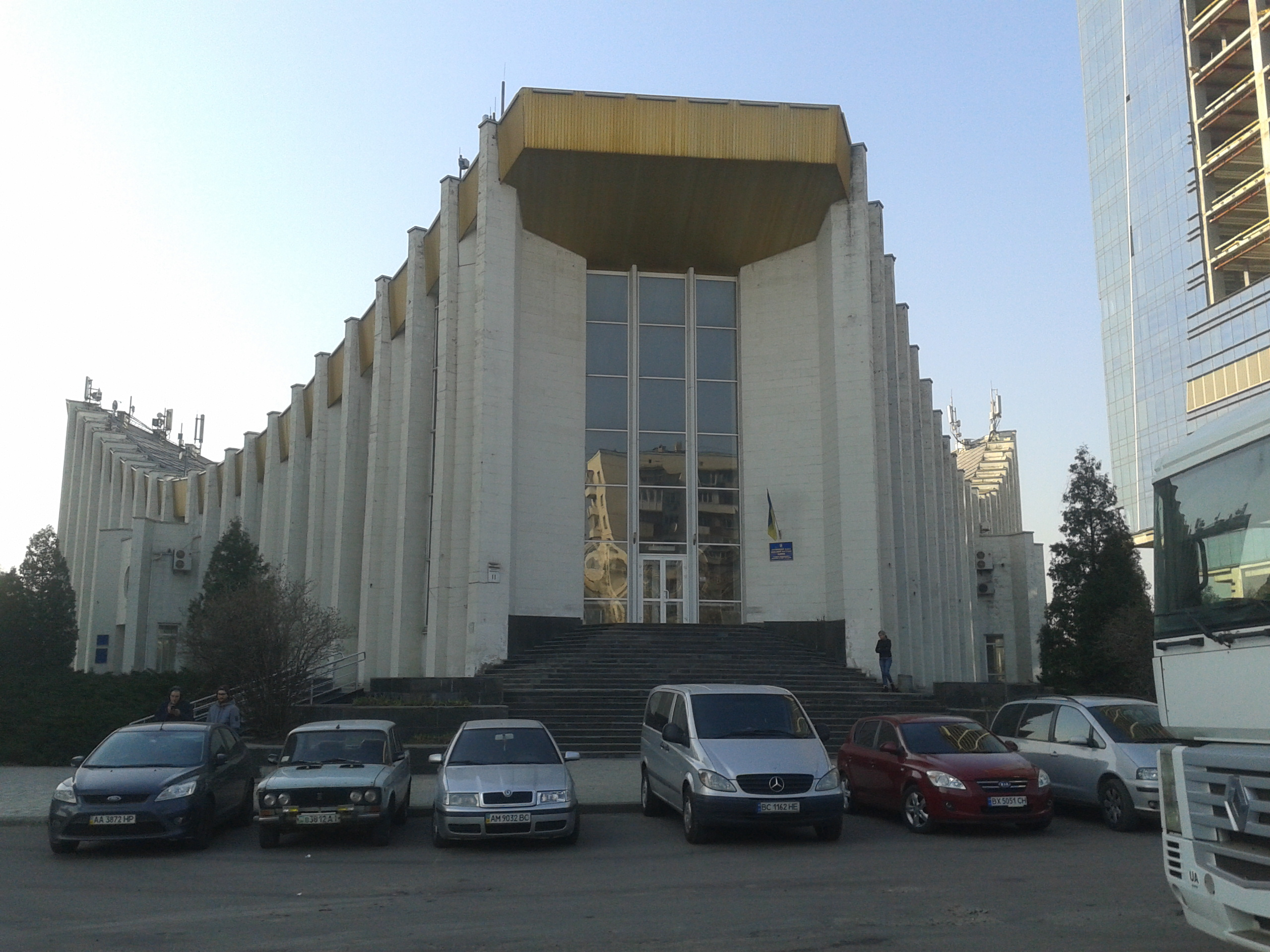
Palazzo dei matrimoni

La via venne costruita attorno alla metà del XIX secolo e servì per unire la città con la zona periferica. Finiva in corrispondenza del cavalcavia Povitroflots'kyj e dal 1985 venne rinominata.
Nel mese di febbraio del 2022 vi sono stati scontri nell'ambito della crisi russo-ucraina del 2021-2022. Il 9 febbraio 2023 il consiglio comunale di Kiev ne ha modificato il nome in Viale della Brėst o Prospettiva Berestejs'kyj.

## Descrizione
Il viale attraversa la parte centrale della capitale ucraina e costituisce un'arteria di scorrimento che unisce la città al sistema autostradale del Paese.

## Monumenti e luoghi d'interesse
Lungo la via sono presenti vari edifici e luoghi di interesse. 
- Piazza Halyc'ka.[3]
- Circo Nazionale dell'Ucraina.[4]
- Zoo di Kiev[5]
- Sky Towers
- Università medica nazionale di Oleksandr Bohomolez
- Palazzo dei matrimoni (o degli eventi solenni)
- Istituto di elettrodinamica dell'Accademia nazionale delle scienze dell'Ucraina